# Ritratto di Decio
Il ritratto di Decio è conservato ai Musei Capitolini a Roma.

## Storia e descrizione
La testa marmorea, alta 78 cm, ci è nota con uno scarsissimo numero di repliche e nonostante ciò è ritenuta come uno dei pochi ritratti sicuri dell'imperatore che regnò solo un biennio, dal 249 al 251.
L'effigie rappresenta un uomo sulla sessantina, segnato da profonde rughe e caratterizzato dal volto allungato, gli occhi grandi, le labbra grosse, la capigliatura e la barba corte e aderenti al cranio. L'espressione è melanconica. I tratti somatici sono ben confrontabili con quelli delle prime emissioni monetarie, che assicurano l'identificazione. 
Lo stile del ritratto è tipico del trentennio tra il 220 e il 250, con figure (come i ritratti di Settimio Severo e quello di Gallieno) dall'intensa resa fisiognomica. In quest'opera però si possono già notare alcune anticipazioni delle novità formali in senso espressionistico che caratterizzarono il secolo successivo: l'allungamento del volto, l'accentuazione delle rughe sul viso e sul collo, ecc., tutti elementi che vennero poi ignorati nella seconda emissione monetale dell'imperatore. 